# Langley Park (ort i Storbritannien)
Langley Park är en ort i Storbritannien.   Den ligger i kommunen Durham i riksdelen England, i den centrala delen av landet, 400 km norr om huvudstaden London. Langley Park ligger 102 meter över havet och antalet invånare är 4 210.
Terrängen runt Langley Park är huvudsakligen platt, men söderut är den kuperad. Runt Langley Park är det tätbefolkat, med 369 invånare per kvadratkilometer. Närmaste större samhälle är Newcastle upon Tyne, 19,6 km norr om Langley Park. Trakten runt Langley Park består i huvudsak av gräsmarker.